# Wilfried Floeck
Wilfried Floeck (* 25. August 1943 in Schlawe) ist ein deutscher Romanist.

## Leben
Von 1962 bis 1968 studierte er romanische Philologie und Geschichte an den Universitäten Heidelberg, Tübingen, Grenoble und Bonn. Nach der Promotion 1968 an der Universität Bonn, dem Staatsexamen 1969 an der Universität Bonn und der Habilitation 1977 für das Fach Romanische Philologie an der Universität Göttingen war er von 1990 bis 2008 Professor (C4) für Hispanistik an der Universität Gießen.
Seine Forschungsschwerpunkte sind  Literatur der spanischen Aufklärung, Spanisches Theater von den Anfängen bis zur Gegenwart, Spanisches, portugiesisches, lateinamerikanisches und französisches Theater des 20. Jahrhunderts, Spanische und lateinamerikanische Literatur und Erinnerungskultur (Bürgerkrieg, Franco-Zeit, Conquista), Theater und Postmoderne, Theater und Mythologie, Theater und Gender Studies.
Er ist seit 1963 Mitglied der katholischen Studentenverbindung KDStV Arminia Heidelberg im CV.